# ファマディハナ

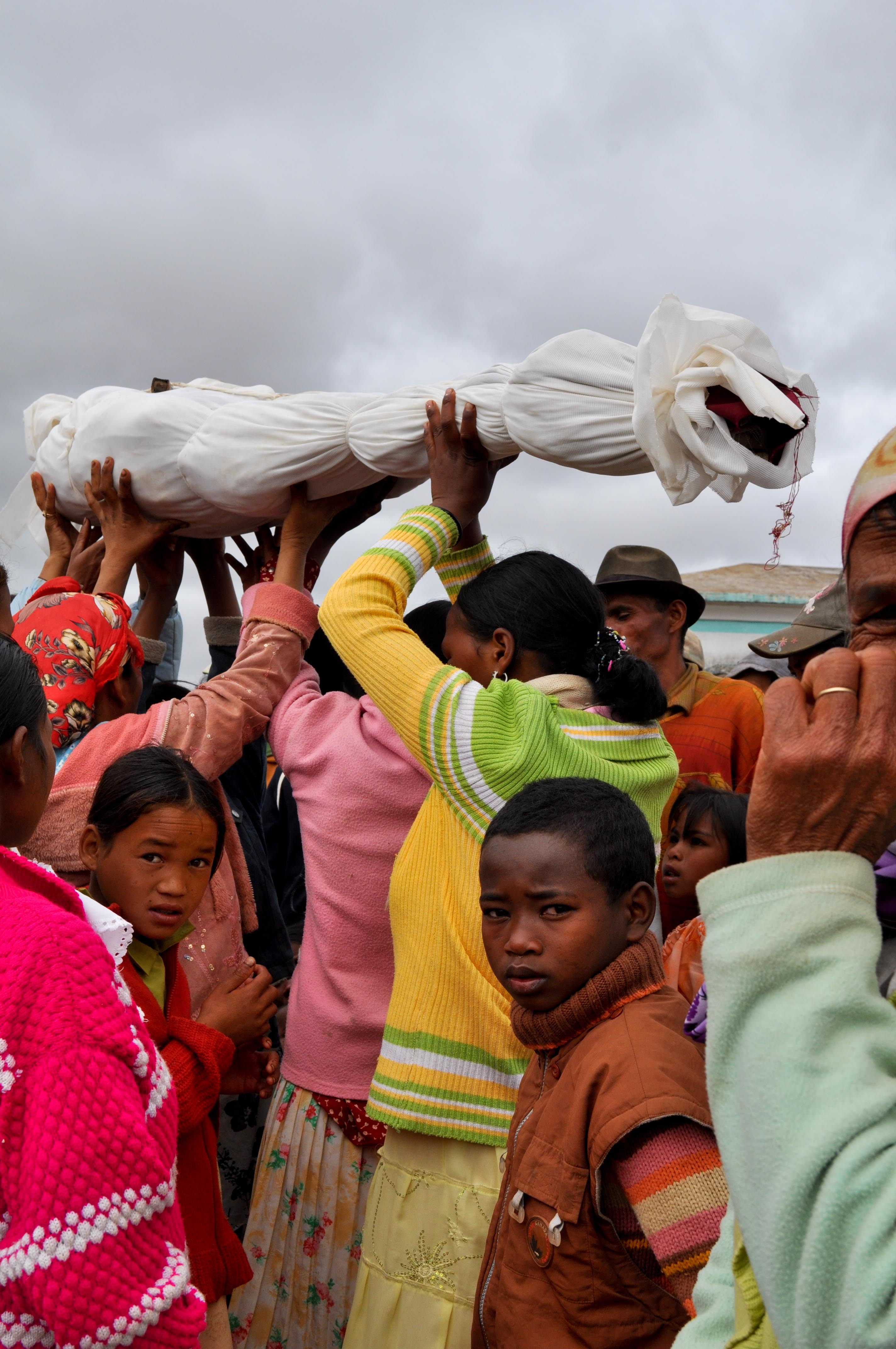
親類縁者で墓から運び出した先祖の衣を変えた後、先祖の遺体を運ぶ

ファマディハナ（英：Famidihana）は先祖の遺体を墓から取り出して新しい布で包み遺体と共に踊るマダガスカルの伝統的な改葬儀式。英語での別名はthe turning of the bones。歴史家のマヘリ・アンドリアナハグ (Mahery Andrianahag) によれば「この国（マダガスカル）で最も普及している儀式の一つ」だという。何世紀も前から行われている行事でありマダガスカルの高地にある村々が起源だとされているが、マダガスカルの最初の定住者の起源とされている東南アジアの文化や伝統が元になっている可能性もある。

## 概要
メリナ族などマダガスカルの複数の部族が行う儀式。マダガスカルの冬にあたる7月から9月に行われる。マダガスカルの人々にとって、この儀式は死者を敬う儀式であり、また家族が国全体から一堂に会する機会でもある。墓から先祖の遺体を取り出して新しい布で包み、共に会話をしたり踊ったりする。また、ご馳走を食べたり音楽隊の演奏なども行われる。

### 儀式の流れ
メリナ族のファマディハナを取材したCNNの記事によれば、儀式の流れは以下の通りである。
年長の家族の夢の中に先祖が現れ、寒さを理由に新しい服を求めるとファマディハナを行うことになる。伝統的な占星術師であるOmbiasyが開催日を決定し、参加者や親族は何マイルもの距離を越えて集まる。家族は自身の祖先、親類の遺体を墓から取り出すと古い衣服は慎重に取り除いて新しい絹の白い布で包み直す。祭りでは遺体と共に踊ったり会話したりし、日没前に祭りを終えて遺体を墓に戻す。このとき、参加者が持ち寄った金と酒は副葬品として遺体と共に墓に入れられる。

## マダガスカルの死生観
マダガスカルではキリスト教と伝統的な宗教が融合しているが天国と地獄の存在は信じておらず、死後は遺体が完全に朽ちるまでは故郷の地に留まり、その後に第二の生で生存時と同様の生活をするのだと考えられている。亡くなった「先祖」は神と生者を仲介する存在であると考えられており、「先祖」には地上に干渉する力があるのだと信じられている。また、一度もファマディハナを行っていない遺体は「生者」でも「先祖」でもなく、ファマディハナを行うことで新しい世界に属する「先祖」になるのだという。マダガスカルの人々にとって墓は自らのアイデンティティであり家よりも金をかけるもので、ファマディハナにも大金が費やされる。

## 問題

### キリスト教との関連
初期にマダガスカルを訪れたキリスト教の宣教師らはファマディハナを止めさせようとしたという。今日では、マダガスカルで最大の宗派であるローマ・カトリック教会は反対していないが、福音主義ではファマディハナを止める人が増加している。

### 感染リスク
改葬儀礼を行うことで新たな感染リスクになる可能性が指摘されている。マダガスカル保健省の専門家はファマディハナが開催される7月から10月にかけてペストが流行することを確認している。保健省では肺ペストによる死者の遺体をファマディハナで取り出すことで遺体に触れた人が感染するリスクがあると認識しており、ペストによる死者は改葬できない無名の集合墓地に埋葬するように定めている。だが、遺体を秘密裏に取り出した事例があると地元メディアは報道しており、AFPは当局がペストの感染リスクを広めようとしているものの地元民はこの儀礼に疑問をほとんど持っていないと報道している。